# Automolis fletcheri
Automolis fletcheri är en fjärilsart som beskrevs av Sergius G. Kiriakoff 1958. Automolis fletcheri ingår i släktet Automolis och familjen björnspinnare. Inga underarter finns listade i Catalogue of Life.